# 유곡동공룡발자국화석
유곡동공룡발자국화석(裕谷洞恐龍足印化石)은 울산광역시 중구 유곡동에 있는 백악기 대구층/울산층의 공룡발자국 화석이다. 2000년 11월 9일 울산광역시의 문화재자료 제12호로 지정되었다.

## 개요

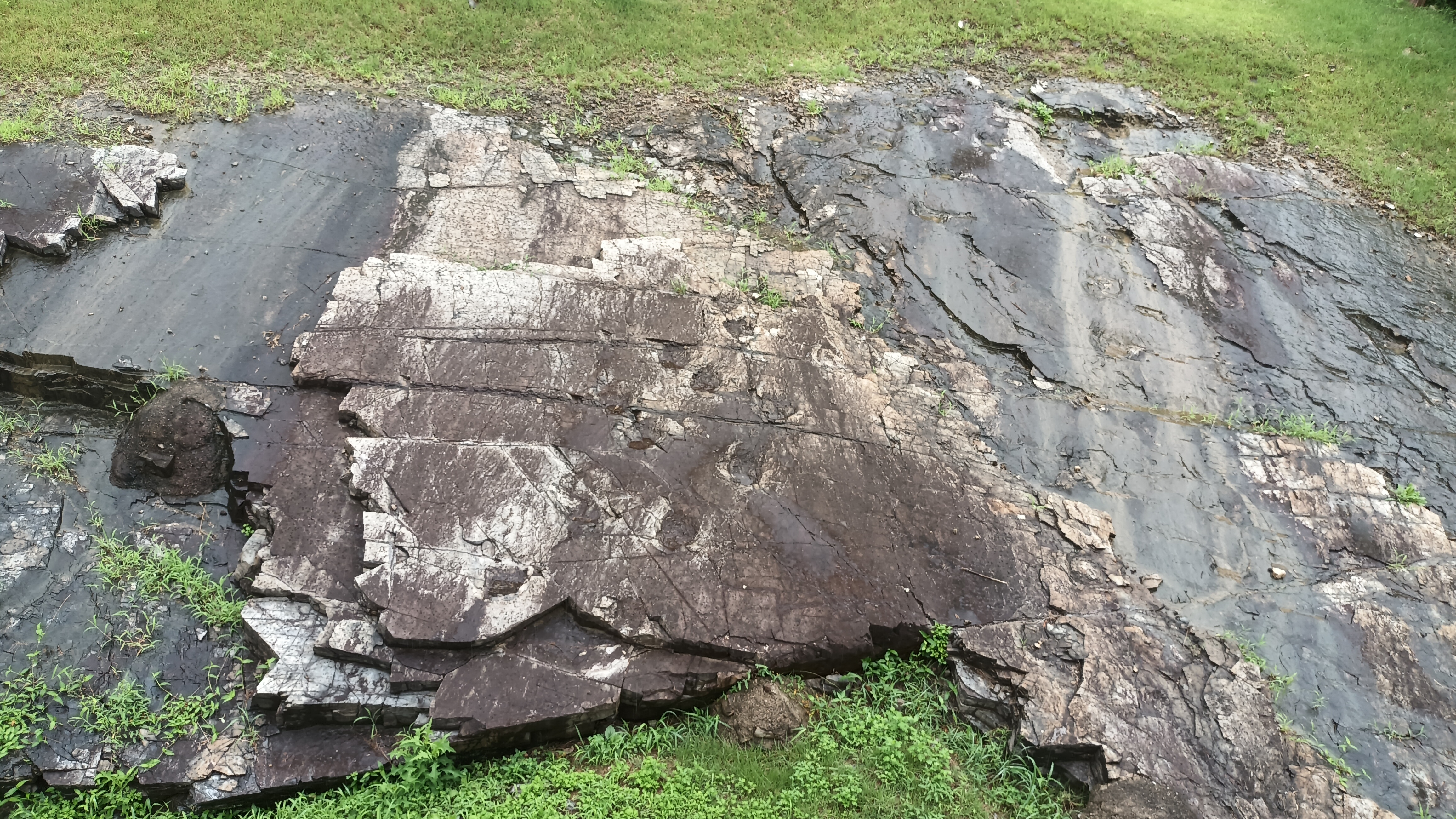
경상 누층군 대구층(울산층)에 드러난 공룡 발자국 화석의 모습

이곳의 공룡발자국 화석은 약 1억년 전의 전기 백악기 시대에 살았던 공룡들의 것으로 보인다. 당시의 공룡들은 아열대 기후 아래 우기와 건기가 반복되고 열대 무역풍이 영향을 미치는 사바나 지역의 하천평야 일대에서 살았던 것으로 알려져 있다. 화석이 드러난 암석은 중생대 백악기의 퇴적암 지층 경상 누층군 대구층에 해당하는 지층이다.
이 곳의 공룡발자국은 약 91m2 넓이의 경상 누층군 대구층(울산층)바위에 새겨져 있는데, 초식공룡인 이구아나룡에 속하는 발자국과 육식공룡에 속하는 발자국 등 80여 개가 된다. 빠른 속도로 달려가는 듯한 모양으로 남아 있어서 육식 마니랖토라공룡 한마리가 초식 이구아나룡에 속하는 고성룡 아홉마리를 추격한 것으로 해석된다.
이곳의 공룡발자국 화석은 보존상태가 양호하여 지질시대 울산지역에 대한 자연사 연구의 귀중한 자료가 된다.

## 교통
울산광역시 도심 한복판에 있는 유곡동공룡발자국화석과 공룡발자국공원은 울산광역시교육청과 우정혁신도시1차동원로얄듀크아파트 바로 옆에 있으며 도로에 인접해 있고 종가로에 연결된 간이 주차장(종가로 교육청사거리→혁신도시입구교차로 방향으로 진입)이 있어 접근이 용이하다. 화석산지에는 공원과 함께 나무 데크길이 조성되어 있다.

### 버스
- 인접 버스정류장 : 동원1차/에일린3차, 울산교육청(길촌길), 울산교육청(북부순환도로)
- ● 217번 : 차일마을 ↔ 농소동 ↔ 달천철장 ↔ 달천회관 ↔ 대방마을 ↔ 성안동 ↔ 동원1차, 에일린3차 ↔ 한국석유공사 ↔ 중구청 ↔ 학성교 ↔ 울산고속버스터미널 ↔ 태화강역
- ● 318번 : 언양읍 ↔ 울산역 ↔ 울산과학기술원 ↔ 범서읍 ↔ 다운동 ↔ 동원1차, 에일린3차 ↔ 한국석유공사 ↔ 성안고가
- ● 412번 : 울산대학교 ↔ 다운동 ↔ 울산교육청 ↔ 중구청 ↔ 북구청 ↔ 울산공항 ↔ 송정동
- ● 418번 : 울산대학교 ↔ 신복교차로 ↔ 삼호교 ↔ 울산교육청 ↔ 성안동
- ● 428번 : 울주군청 ↔ 울산대학교 ↔ 신복교차로 ↔ 울산지방법원 ↔ 공업탑 ↔ 울산광역시청 ↔ 태화로터리 ↔ 한국석유공사 ↔ 동원1차, 에일린3차 ↔ 성안동
- ● 773번 : 태화강역 ↔ 울산고속버스터미널 ↔ 번영사거리 ↔ 울산광역시청 ↔ 태화로터리 ↔ 한국석유공사 ↔ 동원1차, 에일린3차 ↔ 다운동
- ● 급행 5002번 : 울산역 ↔ 울산교육청 ↔ 중구청 ↔ 현대자동차 ↔ 남목동 ↔ 꽃바위
- ● 급행 5005번 : 울산역 ↔ 한국석유공사 ↔ 중구청 ↔ 삼일초등학교 ↔ 북구청 ↔ 울산공항 ↔ 농소동

### 주변 시설
- 우정혁신도시1차동원로얄듀크아파트
- 울산광역시교육청
- 한국석유공사 본부
- 소바우공원

## 같이 보기
- 울산광역시의 지질
- 천전리공룡발자국화석

## 참고 자료
- 유곡동공룡발자국화석 - 국가유산청 국가유산포털